# Biathlon na Zimowych Światowych Wojskowych Igrzyskach Sportowych 2010 – sprint indywidualnie mężczyzn

Biathlonowy indywidualny sprint mężczyzn na 1. Zimowych Światowych Wojskowych Igrzyskach Sportowych odbył się w dniu 22 marca 2010 w miejscowości Brusson położonej w regionie Dolina Aosty we Włoszech. 
Biathlon  – zimowa dyscyplina sportowa, łącząca bieg narciarski ze strzelaniem odbyła się dystansie 10 km. Zawody wygrał Norweg Hans Martin Gjedrem. W zawodach wzięło udział czterech Polaków. Najlepszy był Mirosław Kobus, który zajął 18. miejsce, Krzysztof Pływaczyk był 36, Łukasz Szczurek 44, a Adam Kwak 51.

## Terminarz
| Data               | Godzina (UTC+01:00) | Wydarzenie |
| ------------------ | ------------------- | ---------- |
| 22 marca 2010(dts) | 12:30               | Finał      |

## Medaliści
| Złoto                          | Srebro                   | Brąz                          |
| Norwegia · Hans Martin Gjedrem | Estonia · Roland Lessing | Włochy · Christian Martinelli |

## Wyniki
| Klasyfikacja końcowa mężczyzn w biatlonie - indywidualnie | Klasyfikacja końcowa mężczyzn w biatlonie - indywidualnie | Klasyfikacja końcowa mężczyzn w biatlonie - indywidualnie | Klasyfikacja końcowa mężczyzn w biatlonie - indywidualnie | Klasyfikacja końcowa mężczyzn w biatlonie - indywidualnie | Klasyfikacja końcowa mężczyzn w biatlonie - indywidualnie |
| Miejsce                                                   | Bib                                                       | Zawodnik                                                  | Reprezentacja                                             | Czas                                                      | Uwagi                                                     |
| --------------------------------------------------------- | --------------------------------------------------------- | --------------------------------------------------------- | --------------------------------------------------------- | --------------------------------------------------------- | --------------------------------------------------------- |
| 01 !                                                      | 41                                                        | Hans Martin Gjedrem                                       | Norwegia                                                  | 29:27,7                                                   |                                                           |
| 02 !                                                      | 29                                                        | Roland Lessing                                            | Estonia                                                   | +6,8                                                      |                                                           |
| 03 !                                                      | 4                                                         | Christian Martinelli                                      | Włochy                                                    | +20,2                                                     |                                                           |
| 4.                                                        | 42                                                        | Mattia Cola                                               | Włochy}                                                   | +25,7                                                     |                                                           |
| 5.                                                        | 32                                                        | Markus Windisch                                           | Włochy}                                                   | +25,8                                                     |                                                           |
| 6.                                                        | 6                                                         | Michael Hauser                                            | Austria                                                   | +26,4                                                     |                                                           |
| 7.                                                        | 3                                                         | Tangi Rosz                                                | Francja                                                   | +28,5                                                     |                                                           |
| 8.                                                        | 13                                                        | Ivan Joller                                               | Szwajcaria                                                | +39,8                                                     |                                                           |
| 9.                                                        | 27                                                        | Artiom Uszakow                                            | Rosja                                                     | +42,2                                                     |                                                           |
| 10.                                                       | 9                                                         | Ronny Hafsås                                              | Norwegia                                                  | +44,2                                                     |                                                           |
|                                                           |                                                           |                                                           |                                                           |                                                           |                                                           |
| 18.                                                       | 31                                                        | Mirosław Kobus                                            | Polska                                                    | +1:18,8                                                   |                                                           |
| 36.                                                       | 51                                                        | Krzysztof Pływaczyk                                       | Polska                                                    | +2:30,2                                                   |                                                           |
| 44.                                                       | 10                                                        | Łukasz Szczurek                                           | Polska                                                    | +3:22,3                                                   |                                                           |
| 51.                                                       | 68                                                        | Adam Kwak                                                 | Polska                                                    | +4:26,2                                                   |                                                           |